# Jouhatsu
Jouhatsu (蒸発, lit.: "evaporação") ou johatsu é um termo que se refere a pessoas no Japão que propositalmente desaparecem, sem deixar rastros, de suas vidas estabelecidas por um longo tempo ou definitivamente. Tal fenômeno pode ser visto em outras partes do mundo, contudo se mostra mais prevalente no Japão devido a fatores culturais, sendo estimado que cerca de cem mil japoneses desaparecem anualmente. Há no país, inclusive, uma indústria do Jouhatsu expressa pelas yonige-ya (algo como "agências de mudança noturna"), que são agências ou websites que ajudam pessoas que procuram sumir.

## Plano de fundo
Tem-se teorizado que o estrito ambiente de trabalho japonês em combinação com a falta de apoio familiar e comunitário contribui para a prevalência de tal evento no Japão. Além do mais, deixar uma empresa em que se trabalha é visto como vergonhoso na cultura do país. Suicídio, karoshi (trabalhar até morrer) ou desaparecer são resultados em potencial. Jouhatsus fazem com que a família do desaparecido poupe custos adicionais possivelmente altos que ocorreriam com sua morte, como dívidas ou custos de enterro. Dívidas, problemas emocionais ou complicações relacionadas ao processo de divórcio também podem ser motivadores de jouhatsu. Pressões sociais similares também podem explicar a alta taxa japonesa de suicídios.

## História
O termo jouhatsu começou a ser usado na década de 1960. Na época, era usado no contexto de pessoas que preferiam fugir de casamentos infelizes a iniciar formalmente um processo de divórcio. Durante a década de 1990, a economia japonesa colapsou e isso ocasionou uma grande alta no número de desaparecimentos e suicídios, tendo em vista que muitos trabalhadores perderam seus empregos e acumularam dívidas.